# Coppa dei Campioni 1987-1988 (hockey su pista)
La Coppa dei Campioni 1987-1988 è stata la 23ª edizione della massima competizione europea di hockey su pista riservata alle squadre di club. Il torneo ha avuto inizio il 20 febbraio e si è concluso il 25 giugno 1988.
Il titolo è stato conquistato dal Liceo La Coruña per la seconda volta nella sua storia.

## Squadre partecipanti
| Nazione        | Club            | Città            | Qualificazione                                                                      |
| -------------- | --------------- | ---------------- | ----------------------------------------------------------------------------------- |
| Belgio         | Kurink          | Hasselt          |                                                                                     |
| Francia        | La Vendéenne    | La Roche-sur-Yon | 1º in 1ere Division 1987, campione di Francia                                       |
| Germania Ovest | Walsum          | Duisburg         | 1º in 1 Bundesliga 1987, campione di Germania Ovest                                 |
| Inghilterra    | Southsea        | Portsmouth       | 1º in Roller Hockey Premier League 1987, campione d'Inghilterra                     |
| Italia         | Novara          | Novara           | 1º in Serie A1 1986-1987, vince i play-off, campione d'Italia                       |
| Paesi Bassi    | Residentie      | L'Aia            | 1º in 1ª Klasse 1987, campione dei Paesi Bassi                                      |
| Portogallo     | Porto           | Porto            | 1º in 1ª Divisão 1986-1987, campione del Portogallo                                 |
| Spagna         | Barcellona      | Barcellona       | 2º in División de Honor 1986-1987                                                   |
| Spagna         | Liceo La Coruña | La Coruña        | Campione d'Europa in carica e 1º in División de Honor 1986-1987, campione di Spagna |
| Svizzera       | Thunerstern     | Thun             | 1º in Lega Nazionale A 1987, campione di Svizzera                                   |

## Risultati

### Primo turno
| Squadra 1    | Totale | Squadra 2   | Andata | Ritorno |
| ------------ | ------ | ----------- | ------ | ------- |
| La Vendéenne | 7 - 37 | Novara      | 3 - 13 | 4 - 24  |
| Walsum       | 7 - 9  | Thunerstern | 4 - 2  | 3 - 7   |

### Quarti di finale
| Squadra 1  | Totale | Squadra 2       | Andata | Ritorno |
| ---------- | ------ | --------------- | ------ | ------- |
| Novara     | 10 - 9 | Barcellona      | 5 - 5  | 5 - 4   |
| Porto      | 6 - 7  | Liceo La Coruña | 4 - 0  | 2 - 7   |
| Residentie | 12 - 8 | Kurink          | 6 - 4  | 6 - 4   |
| Southsea   | 5 - 8  | Thunerstern     | 3 - 1  | 2 - 7   |

### Semifinali
| Squadra 1   | Totale | Squadra 2       | Andata | Ritorno |
| ----------- | ------ | --------------- | ------ | ------- |
| Novara      | 17 - 6 | Residentie      | 11 - 3 | 6 - 3   |
| Thunerstern | 3 - 18 | Liceo La Coruña | 2 - 11 | 1 - 7   |

### Finale
| Squadra 1 | Totale | Squadra 2       | Andata | Ritorno |
| --------- | ------ | --------------- | ------ | ------- |
| Novara    | 3 - 5  | Liceo La Coruña | 2 - 1  | 1 - 4   |

#### Andata
| Novara 11 giugno 1988 | Novara | 2 – 1 | Liceo La Coruña | Palasport Dal Lago |

#### Ritorno
| La Coruña 25 giugno 1988 | Liceo La Coruña | 4 – 1 | Novara | Pazo dos Deportes de Riazor |